# Höhn

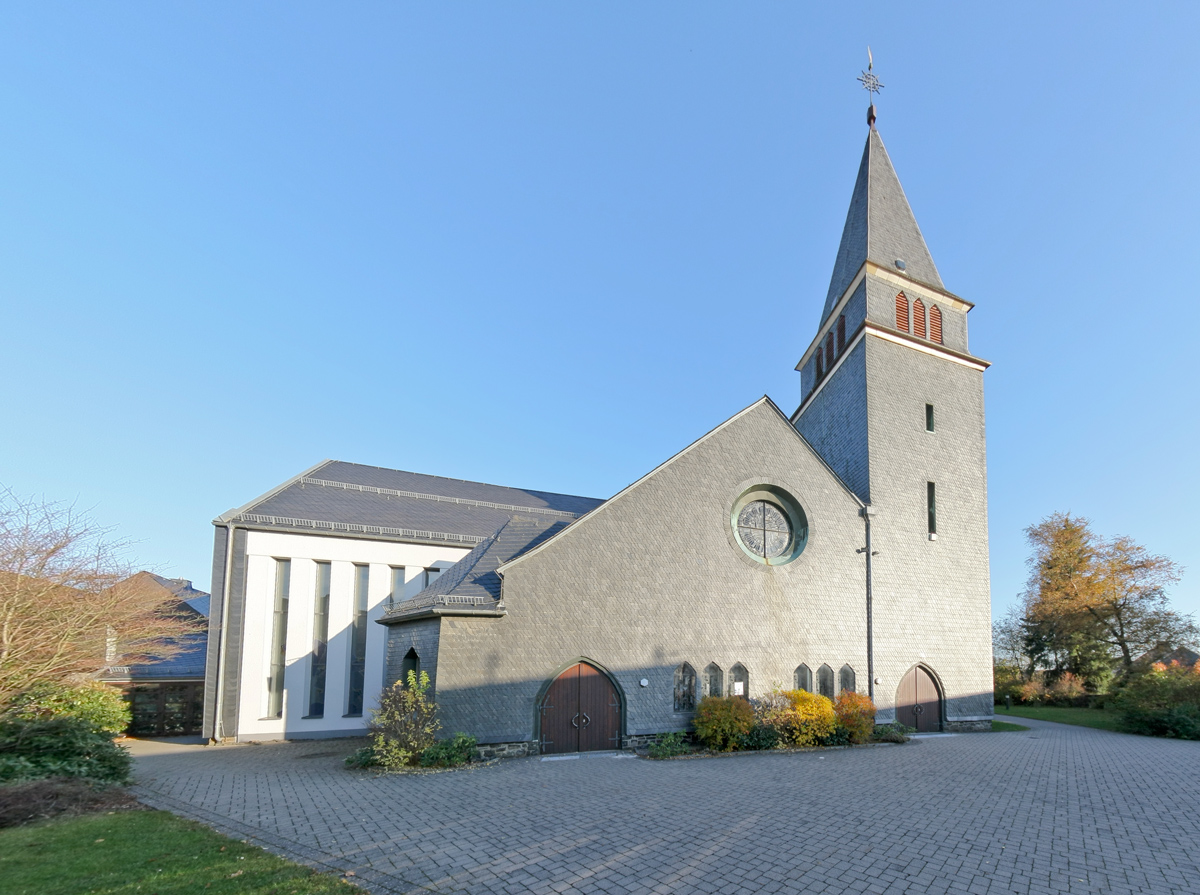
Katholische Kirche Mariä Heimsuchung

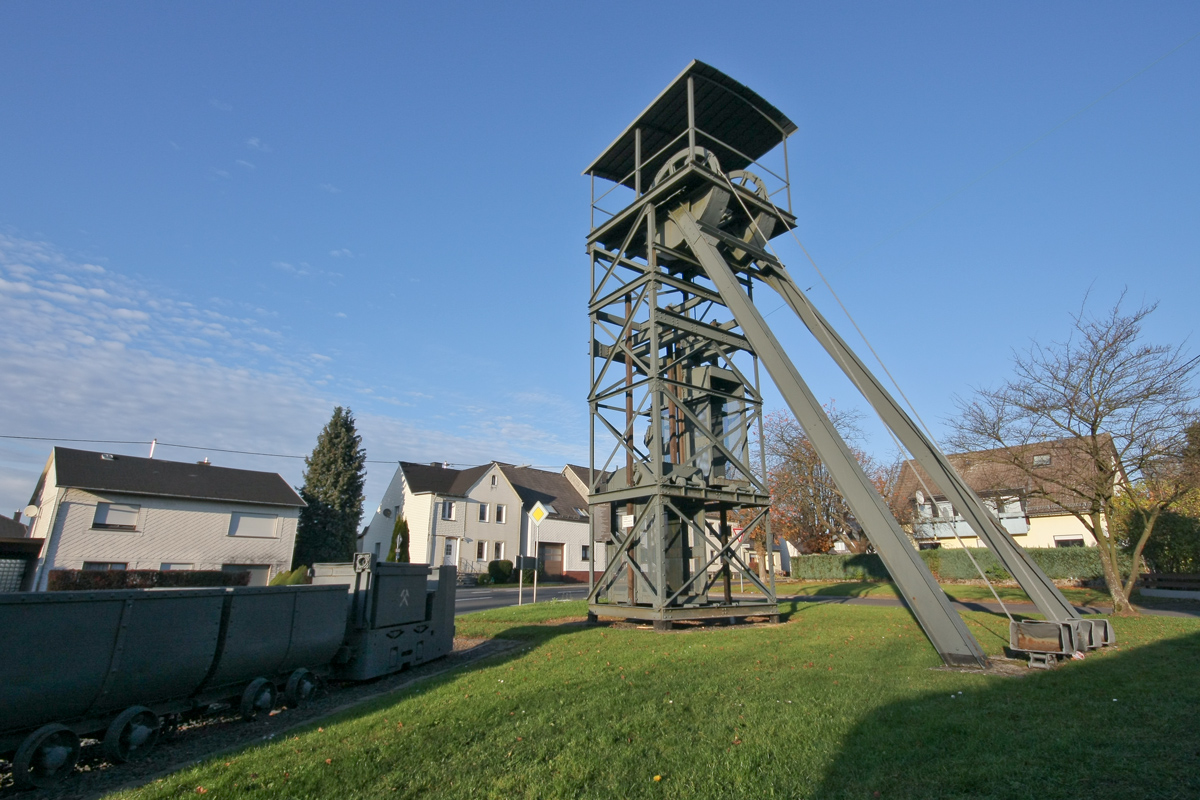
Fördergerüst und Grubenbahn der Grube Alexandria als Industriedenkmal am Marktplatz

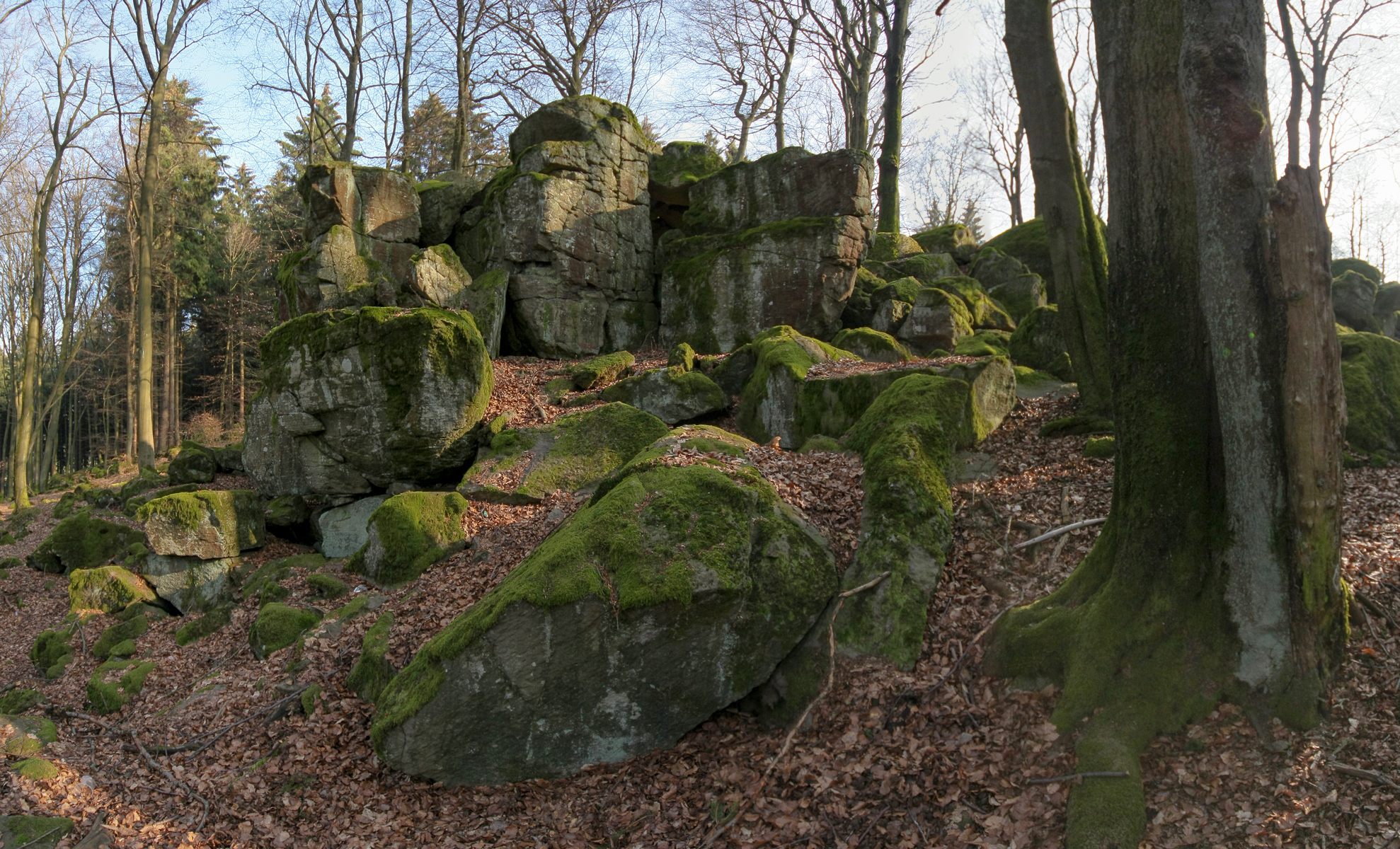
Basaltformation des Hochsteins

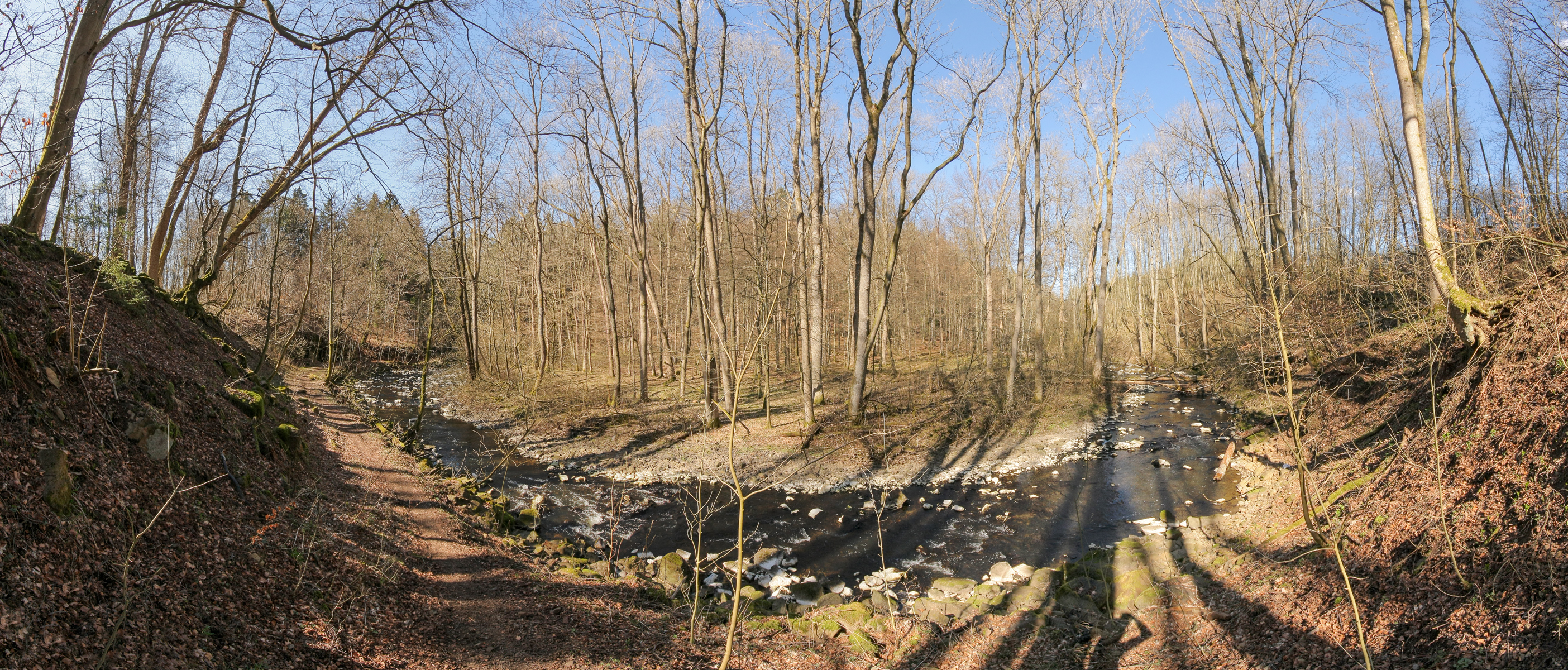
Das Tal der Nister nahe Höhn

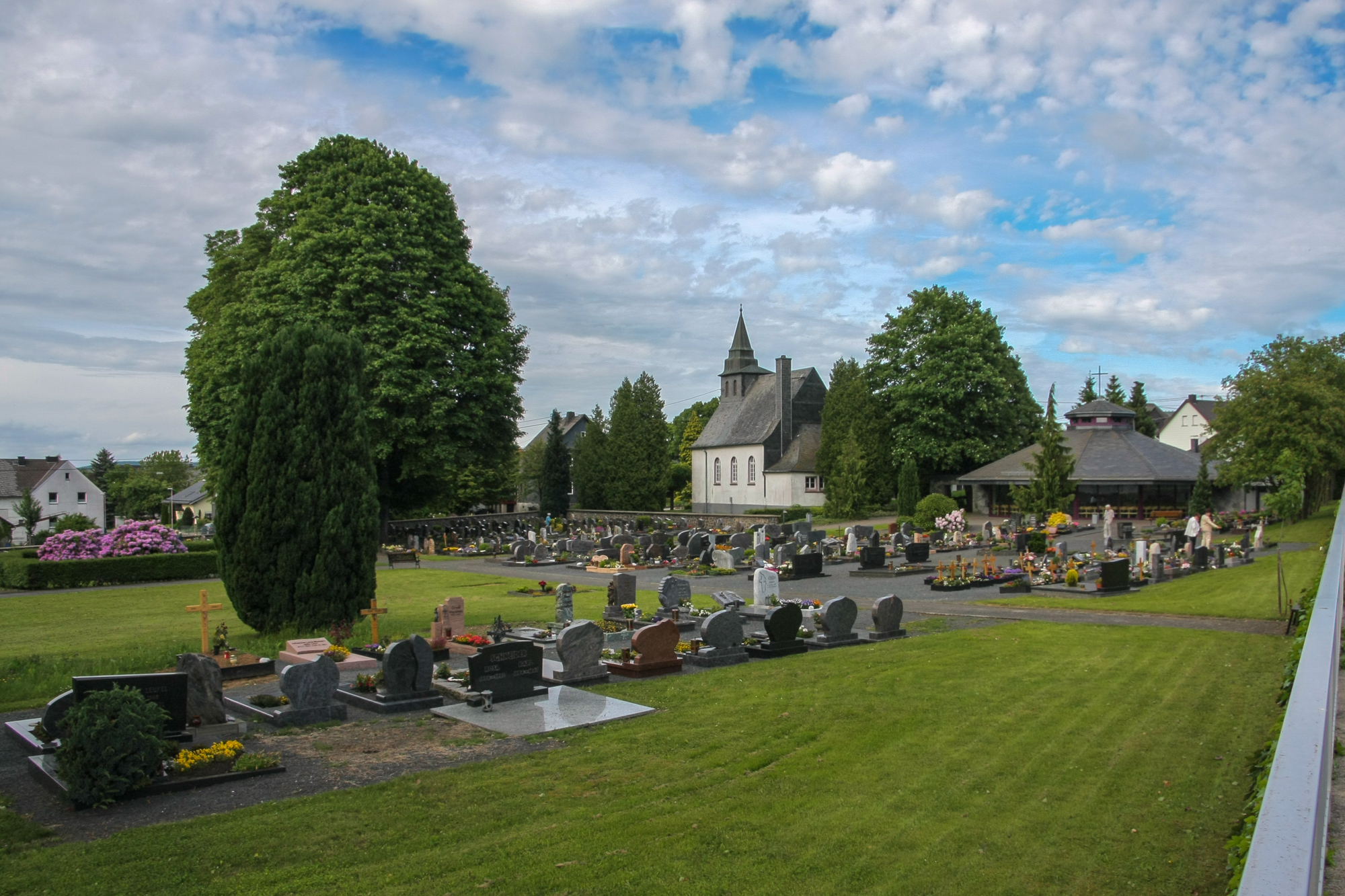
Der Friedhof der Gemeinde. Dahinter die evangelische Kirche (links) und die Friedhofshalle (rechts).

Höhn ist eine Ortsgemeinde im Westerwaldkreis in Rheinland-Pfalz. Sie gehört der Verbandsgemeinde Westerburg an. Mit rund 3000 Einwohnern auf 13,68 Quadratkilometern ist Höhn nach der Stadt Westerburg die flächen- und einwohnermäßig größte Ortsgemeinde der Verbandsgemeinde.

## Geographie

### Gemeindegliederung
Seit 1969 besteht Höhn aus den Ortsteilen Höhn-Urdorf, Oellingen, Schönberg und Neuhochstein (bis 1927: „Kackenberg“). Bis auf Neuhochstein sind alle Ortsteile in den vergangenen 50 Jahren miteinander verschmolzen, zeigen in ihren alten Ortskernen aber noch die Strukturmerkmale eigenständiger Haufendörfer. Höhn-Urdorf ist der größte und zentrale Ortsteil der Gemeinde.

### Nachbargemeinden
Das Gemeindegebiet grenzt (im Uhrzeigersinn beginnend im Westen) an das der Gemeinden Dreisbach*, Hahn bei Marienberg*, Bad Marienberg (Ortsteil Langenbach), Großseifen*, Stockhausen-Illfurth, Fehl-Ritzhausen*, Niederroßbach, Neustadt, Hellenhahn-Schellenberg*, Pottum*, Stahlhofen am Wiesensee*, Halbs und Ailertchen*. Zu den mit * markierten Orten besteht eine direkte Straßenverbindung.

## Geschichte
Zu den ältesten archäologischen Funden im Bereich des Ortes gehört eine jungsteinzeitliche Axt, die im 19. Jahrhundert in der Gemarkung des Ortes Oellingen entdeckt wurde.
Aufgrund des Ortsnamens Höhn wird der Ort zu der ältesten, vermutlich germanischen, Siedlungsschicht des Westerwald gerechnet. Oellingen wurde vermutlich während der dritten Siedlungsperioden im Westerwald ab dem 6. Jahrhundert gegründet. Neuhochstein (Kackenberg) und Schönberg könnten bereits während der zweiten Siedlungsperiode im Westerwald (Fränkischen Landnahme) bis zum sechsten Jahrhundert gegründet worden sein. Für Schönberg kommt aber aufgrund der vergleichbaren Namen und Frühgeschichte mit Schöneberg auch eine Gründung in der konradinischen Epoche des 10. Jahrhunderts in Betracht.
Höhn wurde erstmals im Jahr 930 unter dem Namen Hana als Eigentum des konradinischen Herzogs Hermann von Schwaben erwähnt. Der Name leitet sich vermutlich vom heutigen Schafbach ab, für den bis 1270 noch der Name Hene belegt ist. Die Ortsteile Oellingen (als Ullingen) und Neuhochstein (als Kockenberg) wurden um 1300 erstmals urkundlich erwähnt.
Der Ort verdankt seine Bedeutung der Lage an einer Altstraße. Diese West-Ost-Verbindung querte im Raum Engers-Vallendar den Rhein, kreuzte die Köln-Frankfurter-Straße bei Himburg (heute Ortsteil von Rothenbach) und traf am Salzburger Kopf auf die Köln-Leipziger-Straße.
Das Sankt-Florin-Stift in Koblenz war in Höhn begütert. Bereits Herzog Hermann von Schwaben überließ ihm mehrere Güter. Erzbischof Ludolf von Trier (994 bis 1008) überließ, mit einer undatierten Urkunde, dem Stift auf Bitten von Mathilde von Essen die Rechte am Zehnten in Höhn, Hillscheid, Mangerroth und Niederähren im Tausch gegen das Dorf Eschelbach. Die Vogtei über die Westerwälder Güter des Stifts gelangte über die Landgrafschaft Thüringen an die Grafen von Sayn, in deren Besitz sie ab 1209 nachweisbar sind. Die Grafen von Sayn verfügten bis 1607 über eigene Schultheißen im Ort. Danach übergaben sie ihren Besitz tauschweise an Nassau-Beilstein.
Das Kloster Oberwerbe wurde 1125/29 durch Graf Temmo mit 21 Mansen und der Kirche zu Höhn ausgestattet. Die Vogtei über diesen Besitz lag 1209 bei den Herren von Westerburg. Die Abtei Marienstatt erwarb 1263 erste Rechte in Höhn aus dem Streubesitz der Herren von Wildenburg. Nach der Einführung der Reformation in der Grafschaft Waldeck wurde der Besitz des Klosters Oberwerbe eingezogen und 1560 an die Abtei Marienstatt verkauft, diese konnte ihren Besitz im Ort jedoch nicht behaupten.
Im Jahr 1462 wurde das Kirchspiel Höhn durch eine Fehde schwer geschädigt. Truppen des Grafen Philipp von Katzenelnbogen zerstörten bei einem Kriegszug gegen Graf Gerhard II. von Sayn mehrere Dörfer die Kirche und die Pfarrgebäude.
Seit 1718 wurde in Höhn Braunkohle abgebaut. Der Abbau wurde zunächst als Domänenbetrieb organisiert, aus dem sich die Grube Nassau entwickelte. Im Jahr 1823 hatte Höhn 369 Einwohner, Schönberg 149 Einwohner und Urdorf 109 Einwohner. Ab dem Jahr 1826 wurde im Ort die Braunkohlegrube Alexandria betrieben.
Infolge von Grubenunglücken kamen 1829 zwei Hauer in der Grube Nassau zu Tode, zwei weitere tödliche Unfälle ereigneten sich 1853 in der Grube Nassau. In der Grube Alexandria ereignete sich 1856 ein tödlicher Unfall. In den folgenden Jahren 1856, 1862 und 1863 kam es zu weiteren tödlichen Unfällen in der Grube Nassau.
Bis 1863 stieg die Anzahl der Einwohner auf 648 in Höhn-Urdorf. Beim Ort bestanden die Braunkohlegruben Nassau und Waffenfeld im Besitz der herzoglichen Domänenverwaltung und die Grube Alexandria im Besitz des Kaufmanns J. E. Siebert aus Hadamar. Schönberg hatte 190 Einwohner.
Ein erheblicher Aufschwung der Gruben, insbesondere der Grube Alexandria, begann 1914, als die Braunkohle für die Stromerzeugung im Elektrizitätswerk Westerwald genutzt wurde. In den 1920er Jahren umfasste die Belegschaft teilweise über 1000 Menschen.
Im Dezember 1921 wütete ein Feuer auf der Braunkohlegrube Nassau in Schönberg. Dem Feuer fielen Förderanlagen und Teile der Schachtanlage zum Opfer. Der Betrieb ruhte für mehrere Tage.
Die Kohleverstromung endete 1958. Die Grube stellte daraufhin 1961 die Produktion ein. Die Betriebsgebäude wurden 1989 endgültig zurückgebaut.
Höhn in der jetzigen Gemeindeform entstand in zwei Phasen. Der Zusammenschluss der Gemeinden Höhn und Urdorf wurde von der nassauischen Regierung 1827 gegen den Willen von Urdorf angeordnet. Vorhergegangen war eine detaillierte Analyse der Vor- und Nachteile, bei der beide Dörfer ihre Sicht ausführlich darlegen konnten. Gründe für die Fusion waren unter anderem Kosteneinsparungen bei den beiden sehr armen Dörfern bzw. der effektivere Einsatz der vorhandenen Mittel, etwa beim Schulbau. Auch die Möglichkeit der gemeinsamen Güterkonsolidation (Flurbereinigung) wurde erwähnt. Ab 1831 vorgebrachte Gesuche von Urdorf, die Gemeinschaft mit Höhn wieder zu trennen, scheiterten endgültig 1850.
Die heutige Ortsgemeinde Höhn wurde am 1. April 1969 aus den bis dahin selbständigen Gemeinden Höhn-Urdorf, Neuhochstein, Öllingen und Schönberg neu gebildet.

### Landeshoheiten
Gegen Ende der Karolingerzeit gehörte die Gegend zum Niederlahngau des Herzogtums Franken. Die Gegend um Höhn bildete eine eigenständige Zent die 1117 als provincia Hana bezeichnet wurde. Dieser stand das Landgericht Winnen-Höhn (uf die stoelen) vor. Es umfasste neben dem Kirchspiel Höhn noch die Kirchspiele Gemünden, Willmenrod und Rotenhain. Weiterhin wird die Zugehörigkeit der Kirchspiele Meudt und Salz für möglich gehalten. Das wahrscheinlich ursprünglich ebenfalls zugehörige Gericht Elsoff wurde vor 1315 aus diesem Verband herausgebrochen. Das Kirchspiel Höhn und seine Nachbarkirchspiele wurden erstmals 1360 als Kirchspiele „auf dem Walde“ bezeichnet. Im Jahr 1470 wurden sie erstmals als Kirchspiele „zum Westerwalde“ genannt.
Aus dem Niederlahngau entwickelte sich die Grafschaft Diez. Im Rahmen eines Vergleiches von 1279 zwischen dieser Grafschaft und den Herren von Merenberg erhielt Graf Gerhard von Diez die alleinige Hoch- und Blutgerichtsbarkeit in dem Gericht Winnen-Höhn. Das Gericht war nach dem Gericht am Reckenforst bei Dietkirchen das bedeutendste der Grafschaft. Als einzigem Gericht stand dem Winnen-Höhn ein, im 14. Jahrhundert belegter, eigenständiger Zentgraf vor. Mit dem Übergang zum Römischen Recht im 16. Jahrhundert verloren diese alten Landgerichte ihre Bedeutung an die entstehenden Ämter.
Bedingt durch den Niedergang der Grafschaft Diez im späten 14. Jahrhundert wurde das Gericht Höhn mehrfach verpfändet. So musste Gerhard VII. von Diez 1362 ein Viertel an Kurtrier verpfänden. 1372 verpfändete er die sechs Kirchspiele des Gerichts an Arnold von Willmenrod und Godebrecht von Irmtraut. Nach dem Tod Gerhards fiel die formale Hoheit über das verpfändete Gericht an seinen Schwiegersohn Adolf von Nassau-Dillenburg. Nach dessen Tod konnte die ottonische Linie des Hauses Nassau die formale Hoheit über das Gericht ab 1564 ganz an sich bringen und die Herren von Eppstein und Kurtrier als Miterben ablösen. Es gelang dieser nassauischen Linie jedoch lange nicht die Pfandschaft vollständig einzulösen. Die Hälfte der Pfandschaft wurde 1390 von Ruprecht von Sonnenberg erworben. Nach dessen Tod fiel sie an die Grafen von Katzenelnbogen. Die andere Hälfte gelangte 1391 in den Besitz von Kurtrier. Erst mit dem Ende des katzenelnbogischen Erbfolgestreit durch den Frankfurter Vertrag vom 30. Juni 1557 zwischen Nassau und der Landgrafschaft Hessen und dem anschließenden Diezer Vertrag vom 27. Juli 1564 zwischen Kurtrier und Nassau, konnte Nassau die vollständige Hoheit über das Gericht erreichen. Die Kirchspiele Meudt und Salz fielen jedoch an Kurtrier und schieden aus dem Gerichtsbezirk aus.
Durch die Teilung der ottonischen Hälfte der Grafschaft Nassau am 31. März 1607 fiel das Gericht Höhn an die Grafschaft Nassau-Beilstein. Durch einen Vergleich mit der Grafschaft Sayn wurde das Kirchspiel Willmenrod von dem Gericht getrennt und an Sayn übergeben. Der verbliebene Rest des Landgerichts wurde mit weiteren nassau-beilsteinischen Besitzungen zum neuen Amt Stuhlgebiet mit Amtssitz Westernohe, später Rennerod, vereinigt. Diese fiel mit der Teilung der Grafschaft im Juni 1620 an die Grafen (ab 1650 Fürsten) zu Nassau-Hadamar. Nach dem Aussterben des Hauses Nassau-Hadamar 1711 wurde das Fürstentum mehrfach zwischen den übrigen ottonischen Linien des Hauses Nassau geteilt. Höhn fiel 1717 an das Haus Nassau-Diez, 1742/43 an das Haus Nassau-Siegen (Katholisch), 1743 wieder an Nassau-Diez (später Oranien-Nassau) als letzte ottonische Linie. Diese vereinigte das Amt Stuhlgebiet mit weiteren Ämtern 1744 zum Amtskollegium Hadamar. Das Amtskollegium wurde 1775 aufgelöst und Höhn dem Amt Rennerod zugeteilt. Ab 1782 gehörte Höhn dann zum neugegründeten Amt Marienberg.
Im Jahr 1806 wurde Höhn in das Großherzogtum Berg eingegliedert. Der Ort war ab 1807 der Hauptort der Mairie Höhn im Canton Rennerod. Dieser gehört zum Arrondissement Dillenburg und damit zum Département Sieg. Nach der Niederlage Napoléon Bonapartes in der Völkerschlacht bei Leipzig wurde die oranisch-nassauische Landeshoheit 1813 wiederhergestellt. Das Haus Oranien-Nassau tauschte seinen Besitz im Westerwald jedoch schon auf dem Wiener Kongress 1815 mit dem Königreich Preußen gegen Luxemburg. Das Königreich Preußen übergab noch am selben Tag das Gebiet an das Herzogtum Nassau.

### Kirchengeschichte
Das Entstehungsdatum der Urpfarrei Höhn ist unbekannt. Die Urpfarrei Höhn bestand schon im Jahr 1100 und hatte ihren Sitz im Ortsteil Schönberg. Das Kirchspiel gehörte zum Bistum Trier. Die Kirche wurde durch eine Stiftung 1125/29 dem Kloster Oberwerbe unterstellt.
Bei der Reformation in der Grafschaft Waldeck wurde das Kloster Oberwerbe aufgehoben. In der Folge veräußerten die waldecker Grafen das Patronatsrecht für die Kirche an das nahe Kloster Marienstatt. Nur wenige Jahre später, 1572, wechselte Höhn, das inzwischen ganz in nassau-dillenburgischen Besitz übergegangen war, mit seinem Herrscher, Graf Johann VI., zum Calvinismus über – Nassau war bereits ab den 1530er Jahren zum lutherischen Glauben reformiert.
Im Jahr 1630 erfolgte die Rückkehr zum Katholizismus durch Johann Ludwig von Nassau-Hadamar. Mit der Durchführung der Rekatholisierung in der Grafschaft wurden die Jesuiten beauftragt. Die Pfarrei wurde Teil der katholischen Landeskirche von Nassau-Hadamar und unterstand nicht dem eigentlich zuständigen Erzbistum Trier. An der Spitze der Landeskirche stand ein Konsistorium des jeweiligen Fürsten. Das Haus Nassau-Hadamar starb im Jahr 1711 aus. Das Konsistorium unterstand nun den calvinistischen Fürsten zu Oranien-Nassau die dadurch Oberhaupt der katholischen Landeskirche wurden. Besonders Fürst Wilhelm IV von Nassau-Diez wollte den Calvinismus ab 1743 verstärkt fördern. So durften katholische Untertanen beispielsweise keine Beamtenstellen übernehmen. Teilweise war die katholische Taufe verboten. Im Großherzogtum Berg wurde das Konsistorium 1509 suspendiertet, jedoch nach der Rückkehr des Hauses Oranien 1813 wiederhergestellt. Nachdem der Ort 1815 an das Herzogtum Nassau gefallen war, übernahmen die Herzöge das Konsistorium und damit die Aufsicht über die Kirche.
Seit 1827 gehörte die Pfarrei dann zum neu gegründeten Bistum Limburg. Der Nassauische Kirchenstreit war auch in Höhn spürbar. Im Mai 1853 wurde der Landesregierung in Wiesbaden gemeldet, dass in der Kirchen zu Höhn und einigen anderen westerwälder Gemeinden „Aufruhr gepredigt“ wurde. Die von der Regierung eingeleiteten Strafermittlungen wurde jedoch ohne Ergebnis eingestellt. Der Konflikt zwischen Katholiken und der jeweiligen Landesregierung setzte sich über den Kulturkampf bis ins Dritte Reich fort. So wurde in der Nacht zum 27. Juni 1933 Kaplan Göb von Höhn verhaftet und für einen Tag inhaftiert. Für diese Maßnahme wurden keine Gründe angegeben. Göb vermutete, dass es eine Einschüchterungsmaßnahme aufgrund der von ihm vorangetriebenen katholischen Vereinsarbeit war. Göbs Nachfolger in Höhn wurde der spätere Bischof von Limburg Wilhelm Kempf.

## Religion
In Höhn gibt es die katholische Kirche Mariä Heimsuchung, die das Zentrum des alten Ortskerns bildet, sowie eine kleinere evangelische Kirche. In Höhn-Schönberg befindet sich die katholische Pfarrkirche St. Josef.

## Politik

### Gemeinderat
Der Gemeinderat in Höhn besteht aus 20 Ratsmitgliedern, die bei der Kommunalwahl 2024 in einer personalisierten Verhältniswahl gewählt wurden, und der ehrenamtlichen Ortsbürgermeisterin als Vorsitzender.
Die Sitzverteilung im Gemeinderat:
| Wahl | SPD | CDU | WGR | AfD | Gesamt   |
| ---- | --- | --- | --- | --- | -------- |
| 2024 | –   | 10  | 7   | 3   | 20 Sitze |
| 2019 | 4   | 11  | 5   | –   | 20 Sitze |
| 2014 | 4   | 11  | 5   | –   | 20 Sitze |
| 2009 | 5   | 8   | 7   | –   | 20 Sitze |
| 2004 | 4   | 10  | 6   | –   | 20 Sitze |

### Bürgermeister
Karin Mohr wurde 2019 Ortsbürgermeisterin von Höhn.
Sie wurde 2024 wiedergewählt.
Mohrs Vorgänger Hans Dieter Kraft (CDU) hatte das Amt mehr als sechs Jahre ausgeübt.

### Wappen
| Wappen von Höhn | Blasonierung: „Schräglinks geteilt von Rot und Silber, oben eine goldene Lilie, unten ein stehendes, rotes Buch, darauf ein gestürztes, goldenes Schwert, mit einem Gladius gekreuzt, mit goldenem Schnitt, Schließe, Lesezeichen und drei Rückennieten.“ |
| Wappen von Höhn | |

## Kultur und Sehenswürdigkeiten
- Das Industriedenkmal am Marktplatz in Höhn. Das Denkmal besteht aus einem Fördergerüst und einer Grubenbahn der 1961 stillgelegten und 1989 abgerissenen Braunkohlengrube Alexandria, der größten Grube des Westerwälder Braunkohlereviers.
- Der Hochstein ist eine als Naturdenkmal ausgewiesene Basalt-Felsformation auf dem Kackenberger Stein (Neuhochsteiner Berg; 525 m), der höchsten Erhebung des Westerburger Landes.
- Die Pfarrkirche Mariä Heimsuchung in Höhn; Das heutige Bauwerk entstand durch den Umbau und Teilabriss einer ab 1462 erbauten Hallenkirche in den Jahren 1924–1928. Hierbei wurde das Kirchenschiff vergrößert und um 90° gedreht, so dass die Altarwand nun nach Süden zeigt, während sich im Osten die beiden historischen Chöre als Seitenkapellen anschließen. Auf der Westseite befindet sich eine Empore mit darüberbefindlichem Rosettenfenster, ein Seitenportal und der Turm, der u. a. die von „Dielmann von Hachenborg“ gegossene Glocke „Osanna“ beherbergt.
- Die Pfarrkirche St. Josef in Schönberg, ein Basaltsteinbau aus dem Jahre 1891, wurde im Jahr 1992 im Original wieder ausgemalt.
- Das Tal der Nister im Norden der Ortsgemeinde-ungewöhnlichen Basaltformationen ist mit 525 m ü. M. zugleich die höchste Erhebung des Westerburger Landes.

## Wirtschaft und Infrastruktur
- In Höhn gibt es mehrere Bäckereien sowie Metzgereien. Höhn hat außerdem zwei Schreibwarenläden, eine Bankfiliale, einige Friseursalons und zwei größere Supermärkte.
- Die erwerbstätigen Einwohner, die nicht in den zahlreichen Betrieben in Höhn arbeiten, finden ihre Arbeitsstätten überwiegend im Raum Westerburg, Bad Marienberg und Rennerod.
- In Oellingen, Schönberg und Neuhochstein gibt es jeweils ein Dorfgemeinschaftshaus.
- In Schönberg befindet sich eine 700 Meter lange Skiliftanlage, die längste des Westerwaldes.
- In Höhn befinden sich zwei Sportplätze, einer in Oellingen und einer zwischen Schönberg und Neuhochstein.
- Wanderfreunde können u. a. den südlich von Oellingen gelegenen Wiesensee über gut ausgebaute Wanderwege erreichen.

### Verkehr
Durch die B 255 ist Höhn mit den Autobahnen A 3 und A 45 sowie den Städten Koblenz, Montabaur, Limburg an der Lahn und Herborn verbunden.

#### Bahnhof Höhn
Der Bahnhof Höhn hatte von 1907 bis 1981 im Personenverkehr und bis 1995 im Güterverkehr direkten Bahnanschluss durch die Bahnstrecke Herborn–Montabaur (Westerwaldquerbahn). Nachdem die Strecke 1998 stillgelegt und später teilweise abgebaut wurde, wird sie seit 2013 von IG Westerwald-Querbahn e. V. für touristische Zwecke reaktiviert und wiederaufgebaut.
Ab dem Bahnhof Höhn finden touristische Fahrten mit Draisinen statt.

### Bildung
- Höhn ist Sitz einer Grundschule, einer Förderschule, eines Kindergartens und eines Förderkindergartens.
- Den Schulen sind eine Sporthalle, ein Hallenbad und ein Sportplatz zugeordnet.
- Weiterführende Schulen befinden sich in Westerburg, Rennerod und Bad Marienberg.

## In Höhn geboren
- Johann Heinrich Krämer (1793–1863), Mitglied des Nassauischen Landtags
- Josef Höhn (1881–1961), Landgerichtsdirektor und Abgeordneter (CDU)
- Werner Helsper (* 1953), Erziehungswissenschaftler